# Mallanganee-Nationalpark
Der Mallanganee-Nationalpark ist ein Nationalpark im Nordosten des australischen Bundesstaates New South Wales, 571 km nördlich von Sydney und 50 km westlich von Lismore auf dem Kamm der Richmond Range.
Im Park findet man Gondwana-Regenwälder, die seit 1986 zum Weltnaturerbe zählen und seit 2007 in der australischen Liste der Naturdenkmäler stehen.